# Région de l'ouest (Singapour)
La Région de l'ouest est la plus vaste des cinq régions qui constituent la cité-État de Singapour. Elle s'étend sur 201,3 km2 et comprend douze zones de développement urbain (Bukit Batok, Bukit Panjang, Boon Lay, Pioneer, Choa Chu Kang, Clementi, Jurong East, Jurong West, Tengah, Tuas, Western Islands et Western Water Catchment) où vivent plus de 900 000 personnes.